# 945
945 (CMXLV) var ett normalår som började en onsdag i den julianska kalendern.

## Händelser

### Okänt datum
- Lothair II av Italien tar kontrollen över Italien.

## Födda
- Elfrida, drottning av England från 964 eller 965 till 975 (gift med Edgar den fredlige)
- Erik Segersäll, kung av Sverige 970–995.
- Silvester II, född Gerbert d'Aurillac, påve 999–1003 (född detta år, 946 eller 950).

## Avlidna
- Igor I, rysk härskare.